# Municipio de Fork (Minnesota)
El municipio de Fork (en inglés: Fork Township) es un municipio ubicado en el condado de Marshall en el estado estadounidense de Minnesota. En el año 2010 tenía una población de 10 habitantes y una densidad poblacional de 0,14 personas por km².

## Geografía
El municipio de Fork se encuentra ubicado en las coordenadas 48°24′36″N 97°5′26″O / 48.41000, -97.09056. Según la Oficina del Censo de los Estados Unidos, el municipio tiene una superficie total de 70.1 km², de la cual 69,01 km² corresponden a tierra firme y (1,54 %) 1,08 km² es agua.

## Demografía
Según el censo de 2010, había 10 personas residiendo en el municipio de Fork. La densidad de población era de 0,14 hab./km². De los 10 habitantes, el municipio de Fork estaba compuesto por el 100 % blancos. Del total de la población el 0 % eran hispanos o latinos de cualquier raza.